# Cửa mái

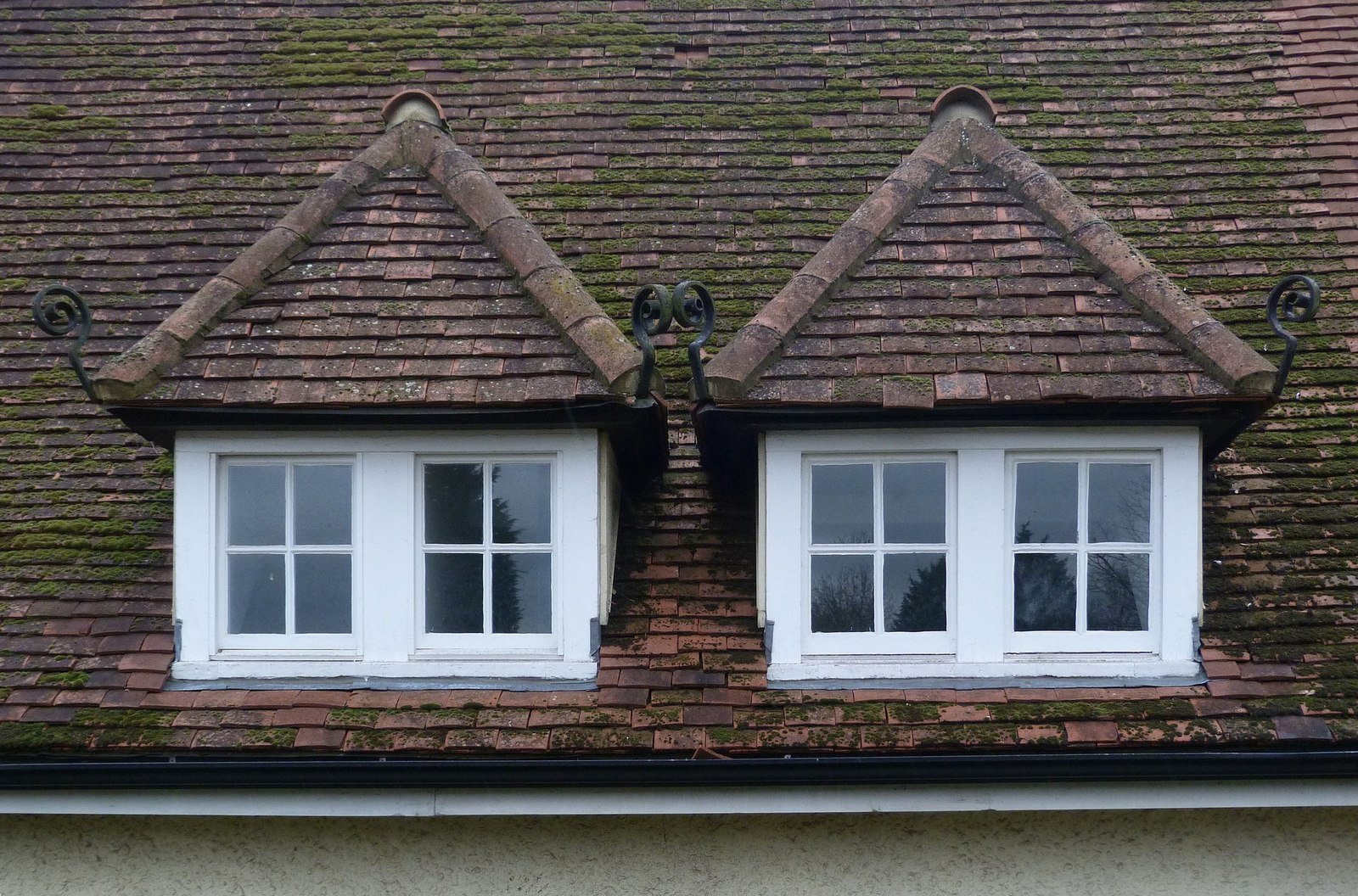
Một cặp cửa mái trên nóc một tòa nhà ở Letchworth, Anh Quốc

Cửa mái (tiếng Anh: dormer) là một cấu trúc xây dựng nằm trên mái nhà, thường có thể lắp thêm cửa sổ để mở ra được.
Cửa mái được tạo ra với mục đích tăng không gian sinh hoạt cho ngôi nhà. Tùy vào các cấu trúc nhà khác nhau mà người ta có những kiểu dáng cửa mái thích hợp.

## Hình ảnh

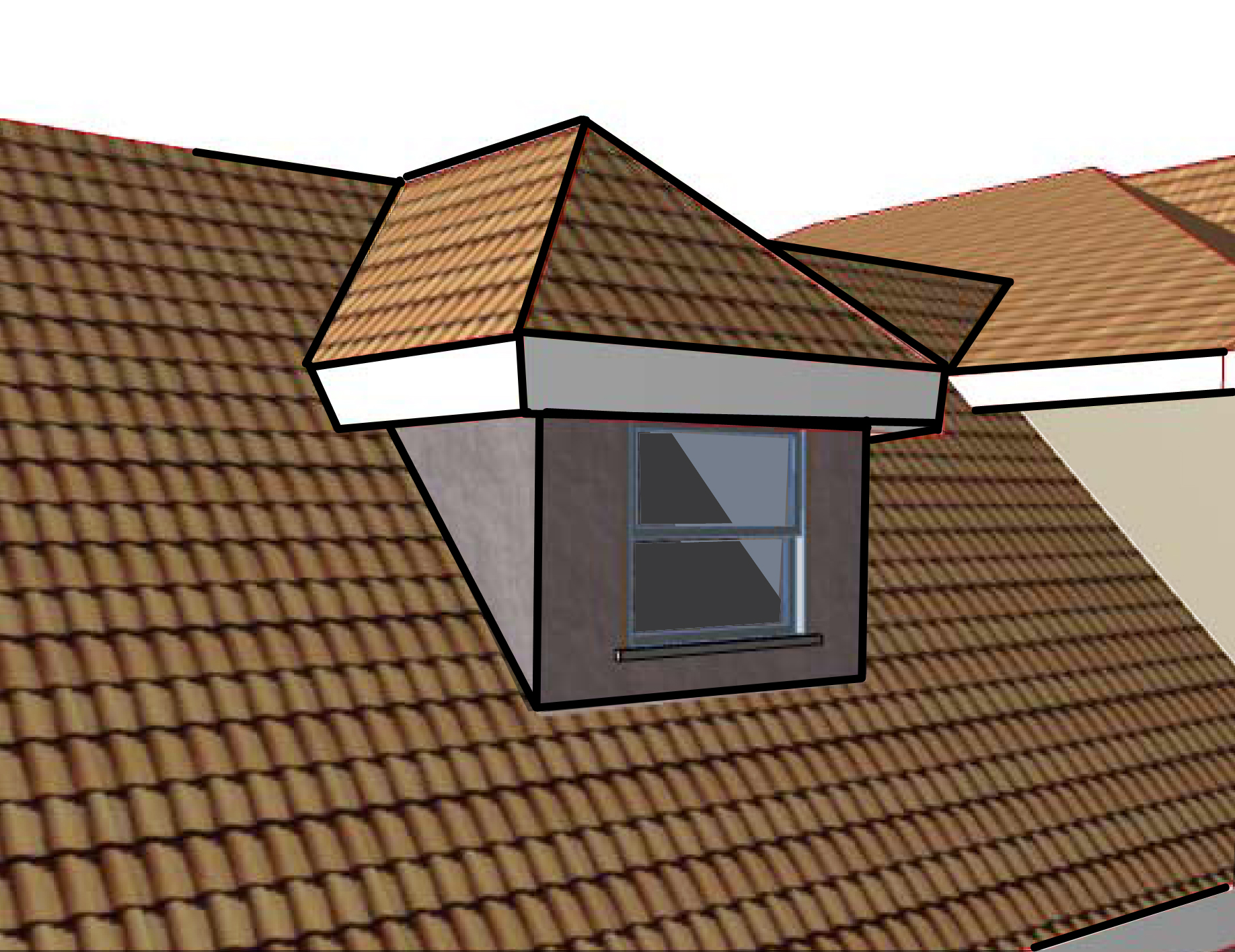
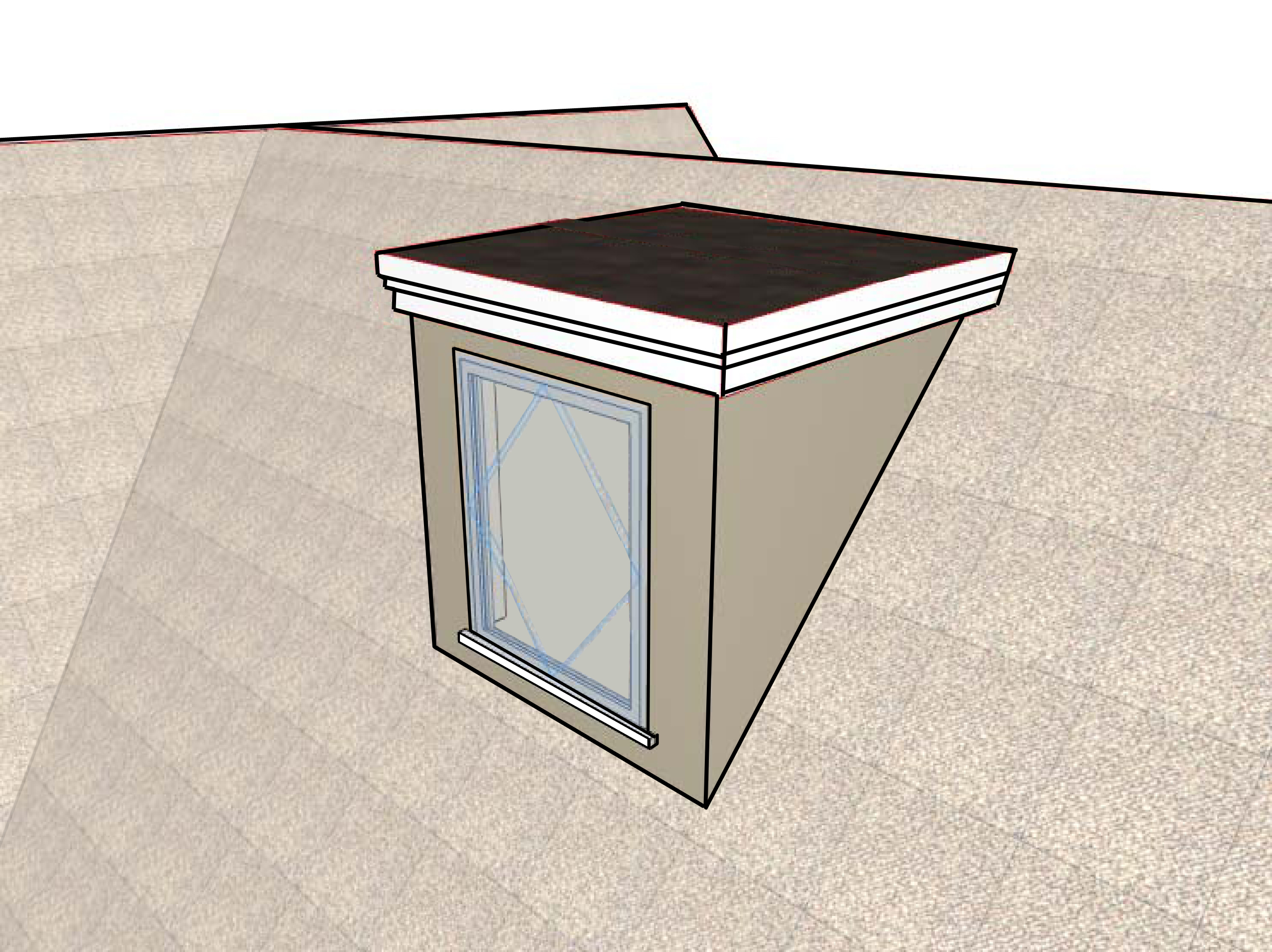
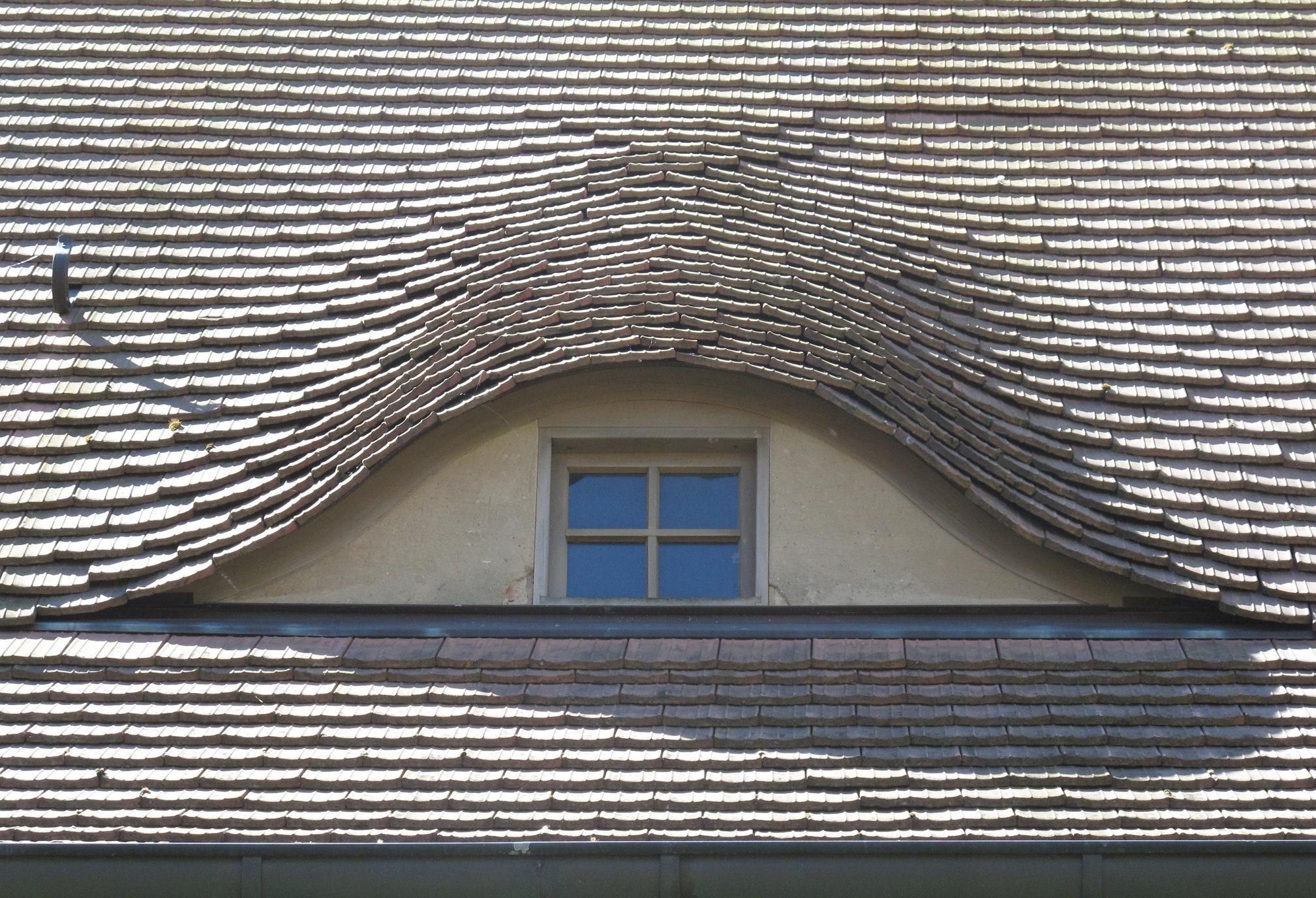
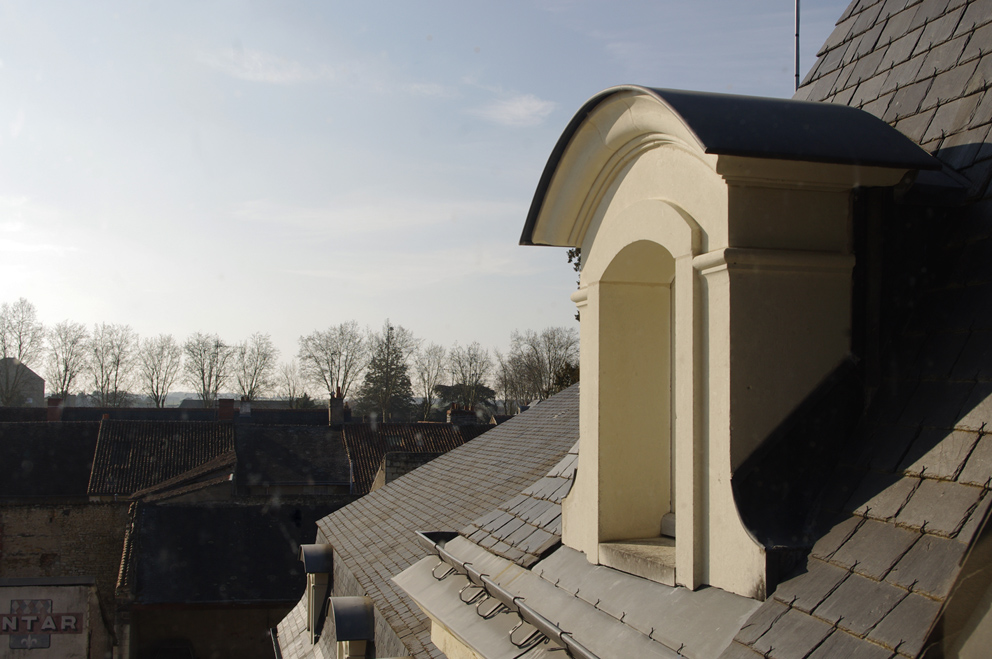
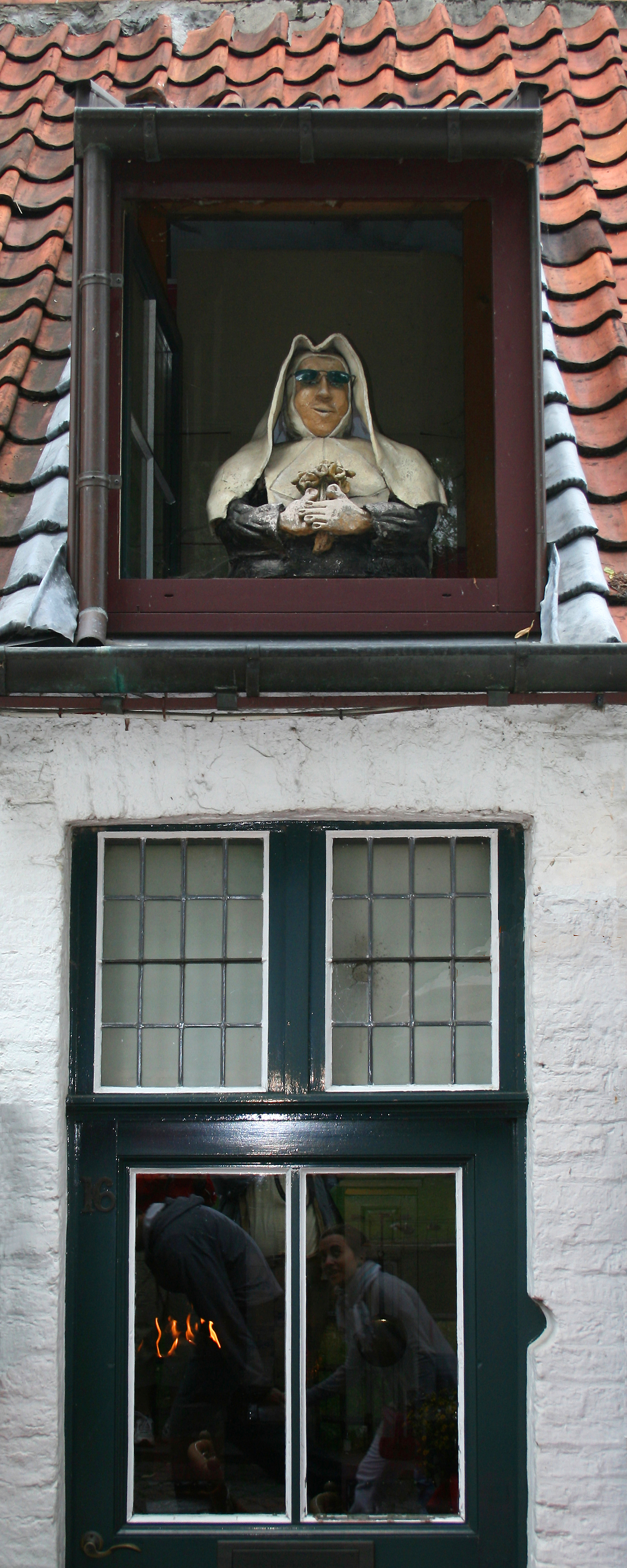